# Michel Vaarten
Michel Vaarten (Turnhout, 17 gennaio 1957) è un ex pistard belga. Tra i dilettanti fu medaglia d'argento nel chilometro a cronometro ai Giochi olimpici di Montréal 1976, mentre da professionista fu campione del mondo di keirin nel 1986.

## Palmarès

### Pista
- 1975

Campionati belgi, Corsa a punti Juniores
- 1976

Champion of Champions, Velocità dilettanti (Londra)
Campionati belgi, Corsa a punti dilettanti
Campionati belgi, Chilometro a cronometro dilettanti
Campionati belgi, Velocità dilettanti
- 1977

Campionati belgi, Chilometro a cronometro dilettanti
Campionati belgi, Velocità dilettanti
- 1978

Campionati belgi, Omnium dilettanti
Campionati belgi, Velocità dilettanti
Campionati belgi, Derny dilettanti
- 1979

Sei giorni di Anversa (con René Pijnen e Albert Fritz)
- 1980

Campionati europei, Americana (con René Pijnen)
- 1981

Campionati belgi, Velocità
- 1982

Campionati belgi, Velocità
- 1985

Campionati belgi, Omnium
- 1986

Campionati belgi, Omnium
Campionati del mondo, Keirin

### Strada
- 1986 (Schwinn - Icy Hot, una vittoria)

5ª tappa Tour of America
- 1988 (Wheaties - Schwinn, una vittoria)

7ª tappa Tour of America (West Palm Beach > West Palm Beach)
- 1989 (Wheaties - Schwinn, due vittorie)

7ª tappa Tour of America (Fort Lauderdale > Fort Lauderdale)
Classifica generale Tour of America

#### Altri successi
- 1979 (Mini Flat - V.D.B.)

Lommel
- 1986 (Schwinn - Icy Hot)

Criterium di San Francisco
- 1987 (Schwinn - Icy Hot)

Criterium di Herselt
- 1988 (Wheaties - Schwinn)

Winter Games Criterium
Liefdadigheidscriterium

## Piazzamenti

### Classiche monumento
- Milano-Sanremo

1980: 104°

### Competizioni mondiali
- Campionati mondiali su pista

Amsterdan 1979 - Velocità: 3°
Besançon 1980 - Keirin: 9°
Leicester 1982 - Keirin: 7°
Bassano del Grappa 1985 - Keirin: 6°
Colorado Springs 1986 - Keirin: vincitore
Colorado Springs 1986 - Corsa a punti: 2°
Gand 1988 - Keirin: 3°
Lione 1989 - Corsa a punti: 6°
Maebashi 1990 - Keirin: 2°
- Giochi olimpici

Montreal 1976 - Chilometro a cronometro: 2°

### Competizioni europee
- Campionati europei su pista

Germania 1979 - Velocità: 2°
Danimarca 1979 - Americana: 9°
Belgio 1980 - Omnium endurance: 4°
Austria 1980 - Velocità: 2°
Belgio 1980 - Americana: vincitore
Italia 1983 - Velocità: 5°
Svizzera 1983 - Velocità: 6°
Danimarca 1983 - Americana: 5°
Austria 1984 - Velocità: 3°
Svizzera 1985 - Velocità: 6°
Svizzera 1985 - Omnium endurance: 4°
Germania 1987 - Americana: 7°
Francia 1990 - Omnium endurance: 8°